# Strijd om Tarakan (1945)
De Slag om Tarakan vormde de eerste fase van de Borneo-campagne waarbij de geallieerden de Japanse bezetter van Borneo verdreven. Onder de codenaam Operation Oboen One landden Australische troepen op 1 mei 1945 bij Tarakan. Op 21 juni was het georganiseerde Japanse verzet gebroken, maar tot de overgave van Japan op 15 augustus 1945 bleven losse eenheden weerstand bieden. Achteraf is er veel gespeculeerd over de vraag of de geallieerde overwinning alle offers rechtvaardigde, aangezien Tarakan nauwelijks nog van strategische waarde was.

## Achtergrond
Tarakan is een klein driehoekvormig eiland voor de oostkust van Borneo. Het eiland is ongeveer 24 kilometer lang en 18 kilometer breed. Het grootste deel van de kust wordt gevormd door mangrovebossen die zich twee tot drie kilometer landinwaarts uitstrekken. Er zijn heuvels tot dertig meter hoog. De belangrijkste stad was in 1945 Tarakan Town met vlakbij een vliegveld.
Voorafgaand aan de Tweede Wereldoorlog maakte Tarakan deel uit van Nederlands-Indië. De twee belangrijkste olievelden leverden in 1941 maandelijks tachtigduizend vaten olie op. De olievelden vormden een van Japans eerste doelwitten bij de aanval op Nederlands-Indië in januari 1942. Na twee dagen vechten gaven de Nederlandse verdedigers zich gewonnen. Ondanks Nederlandse sabotagepogingen kort voor de overgave slaagden Japanse ingenieurs erin de vernielingen te herstellen en de olieproductie op te krikken. Aan het begin van 1944 kwamen er maandelijks driehonderdvijftigduizend vaten olie uit de grond. Die olie was hard nodig voor de Japanse oorlogsvoering, aangezien er in Japan zelf geen grote olievoorraden aanwezig waren.
Door de snelle geallieerde opmars in Azië in 1944 nam het strategisch belang van Tarakan voor Japan snel af. De laatste Japanse olietanker verliet het eiland in juli 1944. Zware geallieerde luchtaanvallen later dat jaar vernietigden de olieraffinaderij en opslagfaciliteiten. Ook werden er zeemijnen rond het eiland gelegd. In combinatie met lucht- en scheepspatrouilles was het voor de Japanse schepen niet langer veilig om in de buurt te komen. Begin 1945 trok Japan een van de twee infanteriebataljons terug van het eiland.

## Voorbereiding
De geallieerden planden in mei 1945 een aanval op het eiland. Het hoofddoel was om het vliegveld veilig te stellen zodat er luchtsteun kon worden geboden bij een aanval op Brunei, Labuan en Balikpapan. Het tweede doel was om de olievoorraden veilig te stellen, zodat deze voor de eigen oorlogsvoering gebruikt konden worden.
De geallieerden verwachtten geen grote tegenstand. In de plannen werd ervan uitgegaan dat het vliegveld binnen een week gebruikt kon worden. In de nacht van 25 op 26 april landde er een team van het Australische Services Reconnaissance Department, maar de groep slaagde er door een gebrek aan de radio niet in om op tijd de informatie over de Japanse troepensterkte door te seinen naar het thuisfront.
De Australische 9e divisie en 26e brigade bestonden uit ongeveer twaalfduizend manschappen die eerder in Noord-Afrika en op Nieuw-Guinea waren ingezet. Zij kregen hulp van de 3e compagnie van het KNIL, dat gevormd werd door duizend Ambonezen onder leiding van Nederlandse officieren. De landingstroepen werden ondersteund door Amerikaanse en Australische vliegtuigen en schepen.
De Japanse aanwezigheid bestond uit ongeveer 2200 manschappen van het Japans Keizerlijk Leger en de Japanse Keizerlijke Marine en werd geleid door majoor Tadao Tokoi. De Japanners waren al maanden voor de aanval begonnen zich in te graven. De grootste troepenconcentratie lag in de buurt van de belangrijkste haven Lingkas, met vlakbij de enige stranden die geschikt waren voor een geallieerde landing.

## Gevechten
Zowel Borneo als Tarakan waren in april 1945 meerdere malen gebombardeerd door de USAAF en de RAAF. De luchtaanvallen intensiveerden in de week voor de landing. Alle resterende Japanse vliegtuigen in de omgeving van Tarakan werden vernietigd. Onder de burgerbevolking werden meer dan honderd mensen gedood of raakten gewond.
Door de zeemijnen rondom Tarakan was een verrassingsaanval niet mogelijk. Geallieerde mijnenvegers begonnen op 27 april met het schoonvegen van de omgeving. Op 1 mei zetten de eerste landingstroepen voet aan wal. De eerste dag ondervonden zij weinig tegenstand. Er vielen elf doden, meerderen als gevolg van Japanse sluipschutters. De verdedigingswerken bij Lingkas waren verlaten, waarschijnlijk als gevolg van het uitgebreide bombardement dat voorafging aan de landing.
De Japanse tegenstand was echter veel taaier dan verwacht. De Japanners hadden zich in het noordelijke en centrale deel van het eiland goed ingegraven. De stellingen waren voorzien van boobytraps en landmijnen. Door het moeilijk begaanbare terrein konden de Australiërs hun tanks niet goed inzetten, waardoor het dodental aan hun kant snel opliep tot boven de tweehonderdvijftig.
De Australische commandant David Whitehead verklaarde het eiland pas op 21 juni 1945 officieel veilig, maar ook daarna zwierven nog overal kleine groepjes Japanners rond. Tussen 21 juni en 15 augustus vielen er aan Australische kant nog 36 doden. Aan het einde van de oorlog halverwege augustus gaven driehonderd Japanners zich over.

## Nasleep
De landingsstrook was zwaarder beschadigd dan verwacht als gevolg van de bombardementen voorafgaand aan de aanval. Het vliegveld werd pas op 28 juni in gebruik genomen, te laat om te ondersteunen bij de landingen op Labuan, Brunei en Balikpapan. Ook de oliewinningsinstallaties waren zodanig vernietigd dat deze pas na de oorlog weer in gebruik konden worden genomen. De 26e brigade bleef tot 27 december 1945 als bezettingsmacht op Tarakan, waarna de eenheid terugkeerde naar Australië en op januari 1946 in Brisbane werd ontbonden.
Achteraf was de aanval op Tarakan, net zoals de rest van de Borneo-campagne, controversieel omdat er nauwelijks tot geen strategisch voordeel van uitging. Daartegenover stond een relatief groot verlies in mensenlevens. De verwachting van de inlichtingendiensten dat de landingsstrook snel weer hersteld kon worden, werd als grote fout gezien. Aan de andere kant had men op het moment van aanval niet kunnen voorzien dat Japan zich binnen vier maanden overgaf. Als dat niet was gebeurd hadden Tarakan en Borneo strategische waarde kunnen hebben als springplank voor de bevrijding van de rest van Nederlands-Indië.
Azië in de Tweede Wereldoorlog · Verovering van Nederlands-Indië door Japan · Japanse bezetting van Nederlands-Indië · Invasie van Sumatra in 1942 · Verovering van Atjeh door Japan · Strijd om Palembang · Slag om Borneo · Slag om Balikpapan · Verovering van Bandjermasin (1942) · Strijd om Tarakan (1942) · Strijd om Tarakan (1945) · Strijd om Borneo (1945) · Strijd om Noord-Borneo · Strijd om Balikpapan (1945) · Slag in de Straat van Soenda · Eerste Slag in de Javazee · Tweede Slag in de Javazee · Slag om Java · Slag in de Straat Badoeng · Strijd om Celebes · Guerrillaoorlog van het Indische leger op Nieuw-Guinea · Overakker-complot · Nederlandse verzets- en guerrillagroeperingen in Nederlands-Indië · Slag bij Straat Makassar · Slag bij Manado · Slag om Ambon · Japanse bezetting van Saparoea · Slag om Timor · Verovering van de Riau-archipel · Aanval op Broome · Laatste vlucht van KNILM PK-AFV  · Strijd om Soerabaja (1945)